# Zam Zam Cola

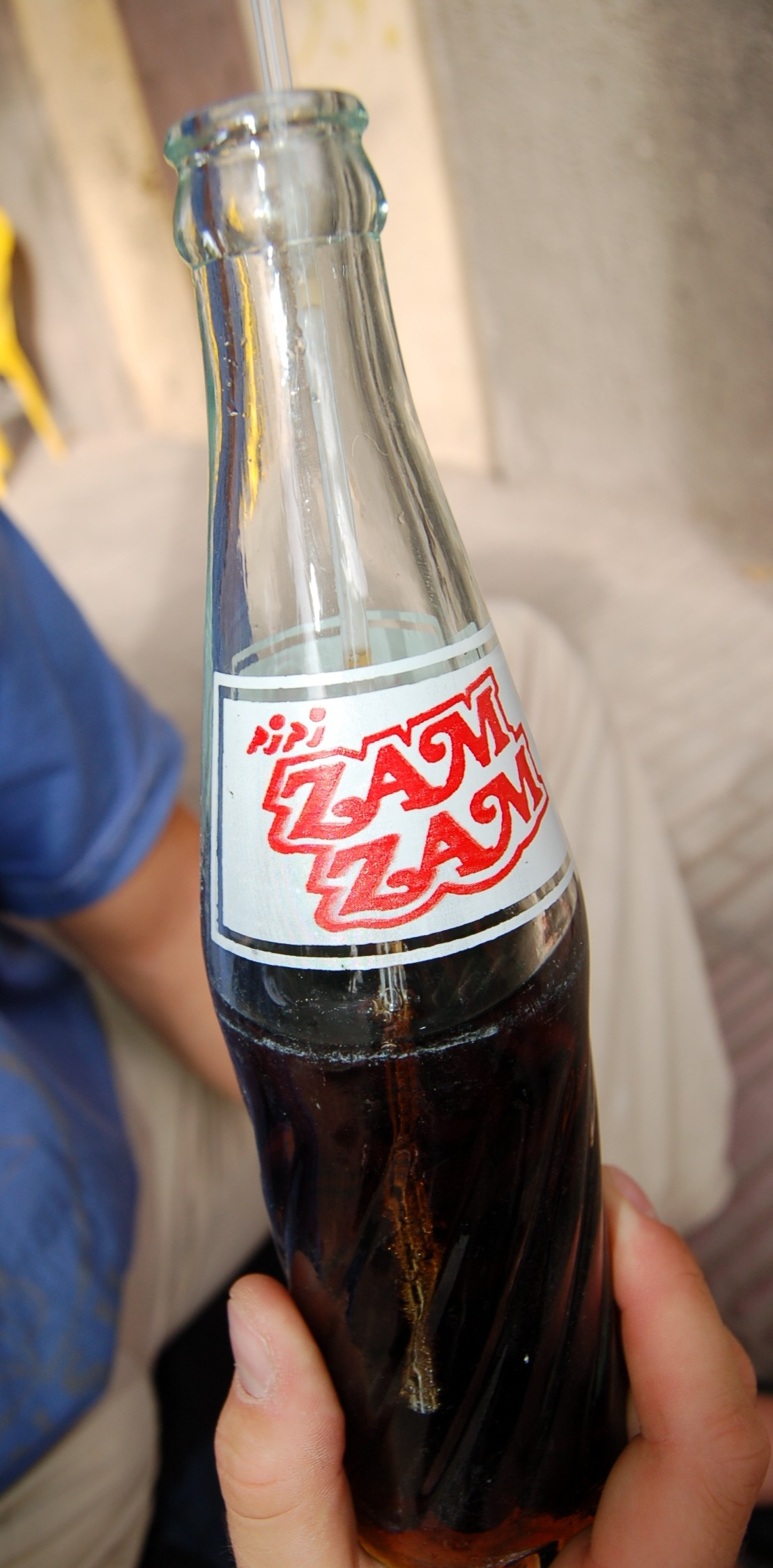
En flaska Zam Zam Cola.

Zam Zam Cola (persiska: زم زم كولا) är en coladryck som produceras i Iran och är populär 
i mellanöstern. Namnet anspelar på vattenkällan Zamzam i Mekka i Saudiarabien.
Drycken började att tillverkas år 1945 av ett dotterbolag till  Pepsi. År 1979 övertog iranierna produktionen.